# Dichorragia hippomenes
Dichorragia hippomenes är en fjärilsart som beskrevs av Gottlieb August Wilhelm Herrich-Schäffer 1850. Dichorragia hippomenes ingår i släktet Dichorragia och familjen praktfjärilar. Inga underarter finns listade i Catalogue of Life.